# Renzo Vestrini
Renzo Vestrini (* 22. Mai 1906 in Florenz, Italien; † 29. Oktober 1976 in Maracaibo, Venezuela) war ein italienisch-venezolanischer Ruderer und Maler.

## Biografie
Renzo Vestrini wurde zusammen mit seinem Bruder Pier Luigi Vestrini und Steuermann Cesare Milani 1927 und 1929 Europameister im Zweier mit Steuermann. Zudem wurde das Brüderpaar 1927 auch im Zweier ohne Steuermann Europameister.
Bei den Olympischen Spielen 1928 in Amsterdam erreichte das Trio das Viertelfinale der Zweier mit Steuermann-Regatta. Renzo, der mit Fieber startete, fiel erschöpft ins Wasser, wodurch das Boot kenterte und ausschied. Während seiner Karriere gewann Renzo Vestrini vier italienische Meistertitel. Auch sein Bruder Roberto Vestrini war als Ruderer aktiv.
Nach dem Rückzug vom Rudersport widmete sich Vestrini der Malerei. Er zog zunächst nach Paris, wo er seine künstlerische Ausbildung absolvierte. Später nahm er an zahlreichen nationalen und internationalen Kunstausstellungen teil und zog nach Venezuela. 1943 wurde er venezolanischer Staatsbürger.